# Turcica
Turcica là một chi ốc biển, là động vật thân mềm chân bụng sống ở biển trong họ Chilodontidae.

## Các loài
According to the Cơ sở dữ liệu sinh vật biển (WoRMS) the following species are gồm cód withtrong genus Turcica:
- Turcica admirabilis Berry, 1969
- Turcica caffea (Gabb, 1865)
- Turcica imperialis A. Adams, 1854
- Turcica monilifera A. Adams, 1854

Species brought into synonymy
- Turcica (Perrinia) Adams, 1854: synonym of Perrinia H. Adams & A. Adams, 1854
- Turcica coreensis Pease, 1860: synonym of Turcica monilifera A. Adams, 1854
- Turcica helix Barnard, 1964: synonym of Herpetopoma helix (Barnard, 1964)
- Turcica instricta A. Adams 1864: synonym of Herpetopoma instrictum (Gould, 1849)
- Turcica konos Barnard, 1964: synonym of Perrinia konos (Barnard, 1964)
- Turcica salpinx Barnard, 1964: synonym of Clypeostoma salpinx (Barnard, 1964)
- Turcica stellata A. Adams, 1864:[2] synonym of Perrinia stellata (A. Adams, 1864)
- † Turcica (Perrinia) waiwailevensis Ladd, 1982: synonym of Herpetopoma xeniolum (Melvill, 1918)